# 东岭镇
东岭镇是中国福建省泉州市惠安县下辖的一个镇。

## 历史沿革
1968年，成立飞跃公社。1961年，改为东岭公社。1984年，成立东岭乡。1989年，东岭乡改为东岭镇。

## 行政区划
东岭镇镇政府驻东岭街。东岭镇辖18个行政村，分别为：
东岭村、大坵村、潘厝村、湖埭头村、三村村、许山头村、前林村、东埭村、湖边村、西埔村、小坵村、彭城村、荷山村、赤石村、前厝村、涂厝村、埔尾村、石井村。

## 人物
东岭镇张坑村人张岳是唯一在明史中载有列传的惠安人。